# ویل والینگ
ویل والینگ (انگلیسی: Will Walling؛ ‏ ۲ ژوئن ۱۸۷۲ – ۵ مارس ۱۹۳۲) بازیگر اهل ایالات متحده آمریکا بود.
از فیلم‌هایی که وی در آن نقش داشته‌است، می‌توان به اسب آهنین، گردباد ملایم، شاهنشاه، حالا یکی هم من بگم، دام، نعل‌بند دهکده و شمال خلیج هادسون اشاره کرد.